# Maurice Ashley (Historiker)
Maurice Percy Ashley (* 4. September 1907; † 26. September 1994 in London) war ein britischer Historiker mit dem Schwerpunkt britischer Geschichte des 17. Jahrhunderts und Journalist.
Ashley, dessen Vater Beamter im Handelsministerium war, besuchte die St. Paul´s School in London und studierte am New College der Universität Oxford Neuzeitgeschichte mit dem Abschluss 1929 mit Bestnoten. Als Student gewann er den Stanhope Essay Preis (für einen Aufsatz über Republikanismus unter Karl II.) und das Gladstone Memorial. Anschließend wurde er bei David Ogg (1887–1965) promoviert, mit einer Dissertation über die Finanz- und Handelspolitik unter Oliver Cromwell. 1929 bis 1933 war er historischer Forschungsassistent von Winston Churchill, als dieser an seiner Biographie seines Ahnherrn Marlborough arbeitete. Für Churchill betrieb er Archivforschung in Europa und später schrieb er ein Buch über Churchill als Historiker. Ab 1933 war er beim Manchester Guardian und 1937 bis 1939 bei der The Times (in der Auslandsberichterstattung). 1939/40 war er Herausgeber von Britain Today, meldete sich dann freiwillig zu den Grenadier Guards und arbeitete im Zweiten Weltkrieg für den Geheimdienst (Army Intelligence Corps). Zuletzt hatte er den Rang eines Majors. 1946 wurde er stellvertretender Herausgeber und 1958 Herausgeber der Wochenzeitschrift der BBC The Listener, was er bis 1967 blieb. Nachdem er dort in den Ruhestand gegangen war, war er 1968 bis 1970 Research Fellow an der Loughborough University of Technology und widmete sich danach dem Schreiben von Büchern.
Ashley machte aus The Listener eine bedeutende Zeitschrift zur literarischen Rezension und brach mit der in Großbritannien seit dem 19. Jahrhundert bestehenden Tradition des anonymen Reviews, dem dann auch das Times Literary Supplement folgte.
Von ihm stammen rund 30 Bücher hauptsächlich zur Geschichte des 17. Jahrhunderts, darunter Biographien von Oliver Cromwell, Marlborough und George Monck.
1961 bis 1977 war er Präsident der Cromwell Association.
1978 wurde er CBE und 1978 wurde er Ehrendoktor in Oxford.
Er war seit 1935 mit Phyllis Griffiths verheiratet, mit der er einen Sohn und eine Tochter hatte. Nach ihrem Tod 1987 heiratete er Patricia Entract.

## Schriften (Auswahl)
- Financial and Commercial Policy Under the Commonwealth Protectorate, London 1934
- Oliver Cromwell: the conservative dictator, London 1937
- Marlborough, Duckworth 1957
- Louis XIV and the Greatness of France, 1946, The Free Press 1964
- John Wildman: plotter and postmaster 1947
- Great Britain to 1688: a modern history, University of Michigan Press 1961
- England in the 17th Century 1604-1714, Pelican History of England, Band 6, 1952 und öfter
- Cromwell’s Generals, 1954
- The Greatness of Oliver Cromwell, 1957
- The Stuarts in love,: With some reflections on love and marriage in the sixteenth and seventeenth centuries, Macmillan 1964
- Life in Stuart England, Batsford, Putnam 1964
- The Glorious Revolution of 1688, Charles Scribner´s 1966
- Churchill as Historian, 1968
- Das Zeitalter des Barock. Europa zwischen 1598 und 1715, Kindlers Kulturgeschichte, 1968, dtv 1983
- Herausgeber: Cromwell, Prentice-Hall 1969
- General Monck, London: Jonathan Cape 1977
- James II, Littlehampton Book Service 1978
- History of Europe 1648-1815, Prentice Hall 1973
- People of England. A short social and economic history, Macmillan 1982
- Charles I and Cromwell, Methuen 1987
- The English Civil War, Sutton Publ. 1990
- The Battle of Naseby and the Fall of King Charles I, 1992
- The Golden Century: Europe 1598 - 1715, Phoenix 2002